# Wiedikon
Wiedikon (toponimo tedesco) è il distretto 3 del comune svizzero di Zurigo, nel Canton Zurigo (distretto di Zurigo); nel 2016 contava 49 500 abitanti.

## Storia

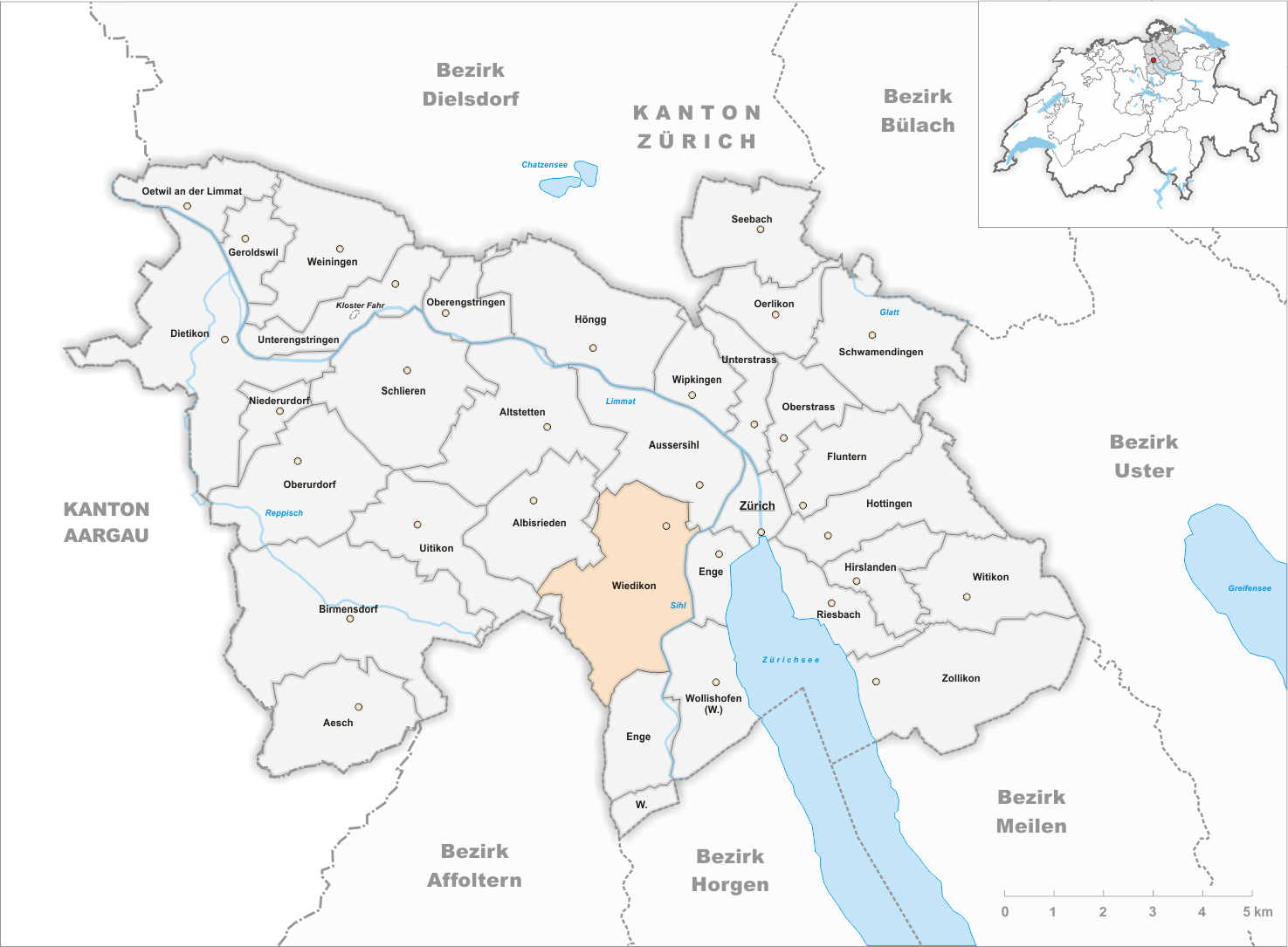
Il territorio del comune di Wiedikon prima degli accorpamenti comunali del 1893

Già comune autonomo, nel 1893 è stato accorpato al comune di Zurigo assieme agli altri comuni soppressi di Aussersihl, Enge, Fluntern, Hirslanden, Hottingen, Leimbach, Oberstrass, Riesbach, Unterstrass, Wipkingen e Wollishofen. Dopo l'incorporazione formò, assieme ad Aussersihl, il III distretto; dal 1913 Wiedikon costituisce un distretto a sé stante.

## Monumenti e luoghi d'interesse

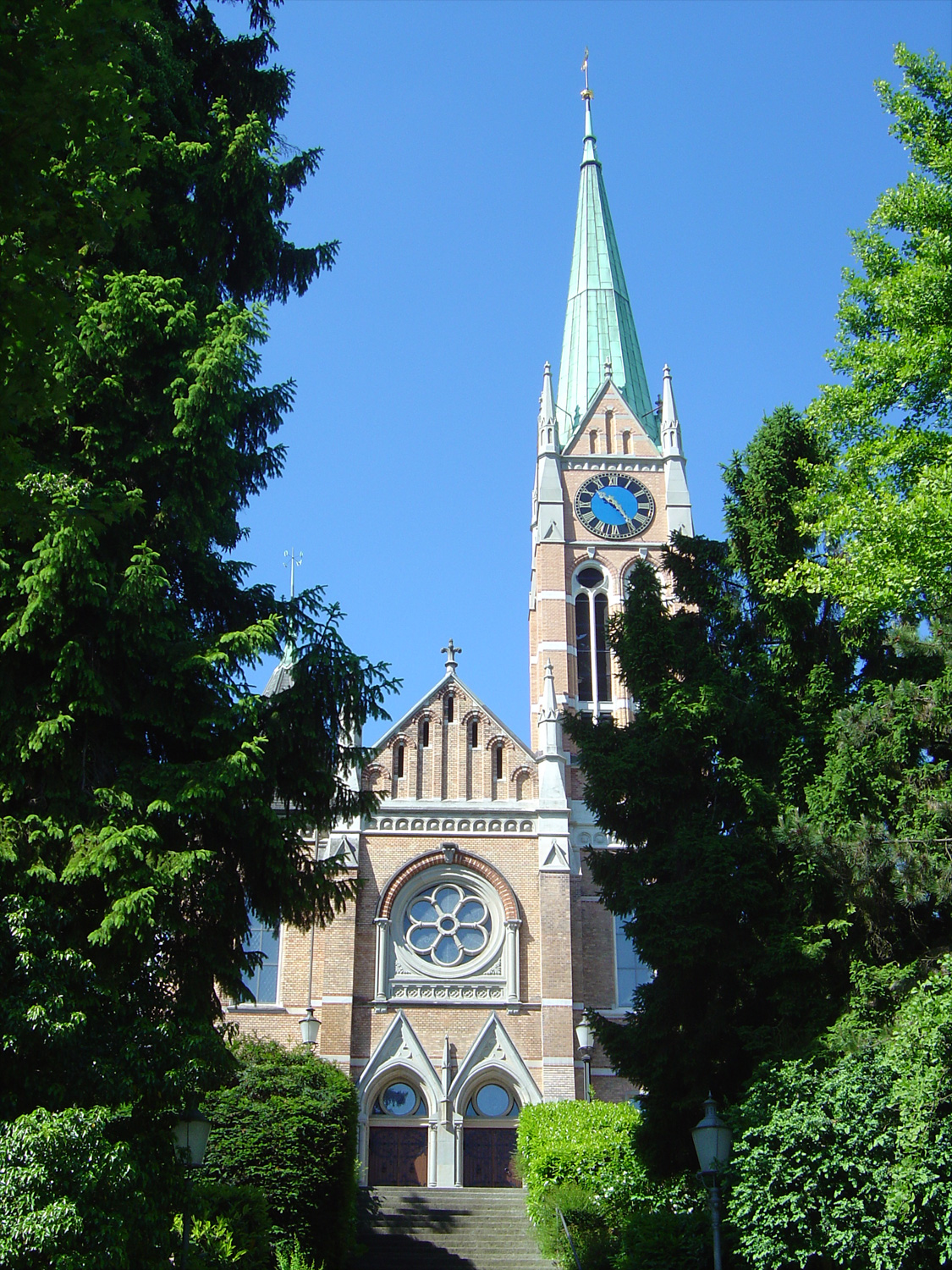
La chiesa riformata

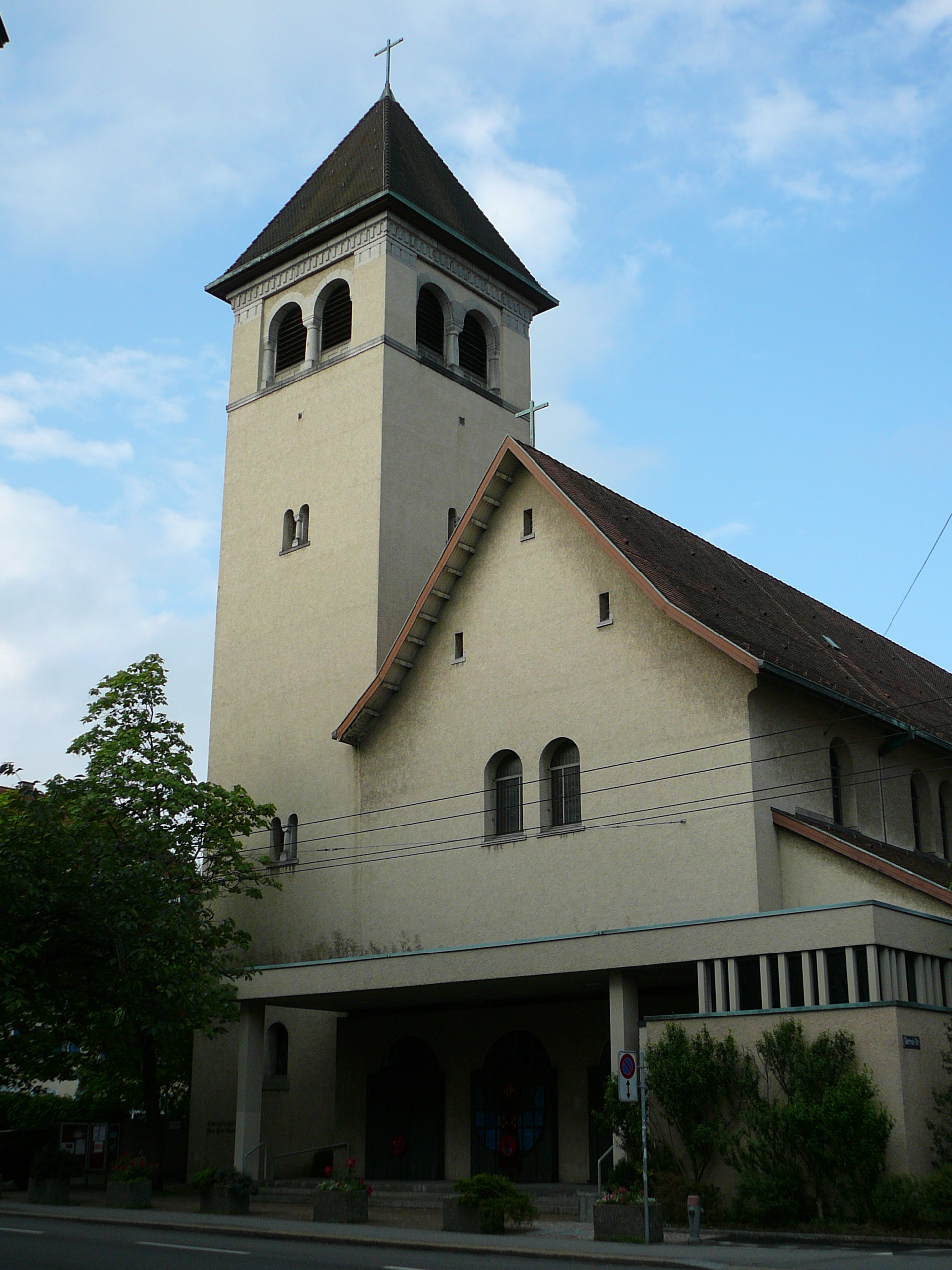
La chiesa del Sacro Cuore

- Chiesa riformata, eretta nel 1896[1];
- Chiesa cattolica del Sacro Cuore, eretta nel 1921[1].
- Zwinglihaus, sede della Chiesa evangelica di lingua italiana di Zurigo, in Aemtlerstrasse n. 23

## Società

### Evoluzione demografica
L'evoluzione demografica è riportata nella seguente tabella:
Abitanti censiti

## Geografia antropica

### Quartieri
Dal 1971 il distretto è suddiviso in tre quartieri:
- Alt-Wiedikon
- Friesenberg
- Sihlfeld

## Amministrazione
Ogni famiglia originaria del luogo fa parte del cosiddetto comune patriziale e ha la responsabilità della manutenzione di ogni bene ricadente all'interno dei confini del comune.